# Blosseville
 Blosseville  es una localidad y comuna francesa, en el Saint-Valery-en-Caux en el distrito de Dieppe, situada en el departamento de Sena Marítimo en la región de Alta Normandía.

## Geografía
Blosseville es una comuna del País de Caux. Ubicada a 2,2 kilómetros de Veules-les-Roses.

## Agricultura
Blosseville cuenta con grandes campos de trigo que rodean las zonas residenciales.

## Demografía
| 337 | 278 | 245 | 249 | 259 | 275 |
| Para los censos de 1962 a 1999 la población legal corresponde a la población sin duplicidades (Fuente: INSEE [Consultar]) |     |     |     |     |     |

## Sitios y Monumentos
- Festival de la Cosecha: El primer domingo de agosto.
- Festival de Juegos Insólitos: Desde el 28 de julio hasta el 16 de agosto.

## Personalidades ligadas a la comuna
- Guillaume de Blosseville